# Покровский (Суджанский район)
Покро́вский — хутор в Суджанском районе Курской области России. Входит в состав Новоивановского сельсовета.

## География
Хутор находится на реке Снагость (приток Сейма), в 6,5 км от российско-украинской границы, в 96 км к юго-западу от Курска, в 21 км к северо-западу от районного центра — города Суджа, в 7,5 км от центра сельсовета — Новоивановка.
Климат
Покровский, как и весь Суджанский район, расположен в поясе умеренно континентального климата с тёплым летом и относительно тёплой зимой (Dfb в классификации Кёппена).

## Население
| 2002 | 2010 |
| ---- | ---- |
| 19   | ↘1   |

## Инфраструктура
В хуторе находилось личное подсобное хозяйство и 15 домов.

## Транспорт
Покровский находится в 5,5 км от автодороги регионального значения 38К-030 (Рыльск — Коренево — Суджа), в 16 км от автодороги 38К-024 (Льгов — Суджа), в 2 км от автодороги межмуниципального значения 38Н-160 (38К-006 — Любимовка — 38К-030 с подъездом к с. Обуховка), в 3 км от автодороги 38Н-571 (38К-030 — Толстый Луг), в 6 км от автодороги 38Н-449 (38К-030 — Новоивановка — 38К-024), в 9,5 км от автодороги 38Н-450 (38Н-449 — Александрия), в 16,5 км от ближайшей ж/д станции Локинская (линия Льгов I — Подкосылев).
В 132 км от аэропорта имени В. Г. Шухова (недалеко от Белгорода).